# Jaak De Graeve
Jacques Gustaaf Marc (Jaak) De Graeve (Wetteren, 25 december 1928 - Gent, 29 december 1981) was een Belgisch senator.

## Levensloop
Hij was de schoonzoon van Julius De Pauw, die lid was van de Kamer van volksvertegenwoordigers.
De Graeve werkte op het ministerie van Economische Zaken en was van 1961 tot 1965 kabinetsmedewerker van minister van Sociale Voorzorg Edmond Leburton. Hij was eveneens bureauchef op de Nationale Rijksdienst voor Pensioenen.
In navolging van zijn schoonvader trad hij toe tot de BSP en was hij voor deze partij van 1961 tot 1974 provincieraadslid van Oost-Vlaanderen en van 1966 tot 1974 gedeputeerde van deze provincie. Tevens was hij van 1965 tot 1966 en van 1977 tot 1981 gemeenteraadslid van Wetteren, waar hij van 1977 tot aan zijn overlijden eind 1981 burgemeester was.
Van 1974 tot aan zijn overlijden was hij eveneens lid van de Belgische Senaat als rechtstreeks verkozen senator voor het arrondissement Dendermonde-Sint-Niklaas. In de periode april 1974-oktober 1980 zetelde hij als gevolg van het toen bestaande dubbelmandaat ook in de Cultuurraad voor de Nederlandse Cultuurgemeenschap, die op 7 december 1971 werd geïnstalleerd. Vanaf 21 oktober 1980 tot aan zijn overlijden in december 1981 was hij lid van de Vlaamse Raad, de opvolger van de Cultuurraad en de voorloper van het huidige Vlaams Parlement. 
Op 8 april 1971 werd hij tevens benoemd tot ridder in de Leopoldsorde.